# 张仲寿
张仲寿（1252年—1324年），《新元史》作张仲翥，字希静，号畴斋，钱塘县（今浙江省杭州市）人，元朝书法家。
他学习王羲之、王献之的行书、草书，书法非常有典则，编有墨谱、琴谱。与赵孟頫交游，在元朝官至翰林学士承旨，七十三岁去世。柯劭忞《新元史》见史料中称他为内臣，把他列入宦者传。